# César Merea Tello
César Augusto Merea Tello (Chiclayo, Perú, 18 de noviembre de 1957) es un exoficial del ejército y político peruano. Exalcalde de la Provincia de Satipo.

## Biografía
César Merea hizo sus estudios primarios y secundarios en el  Colegio Particular Manuel Pardo siguiendo estudios en el Colegio Militar Elías Aguirre de Chiclayo.
Hizo estudios de Maestría en Administración en la Universidad Nacional Federico Villarreal (2001-2002). 
En el año 2006, participó en las elecciones municipales como candidato del Movimiento Independiente Fuerza Constructora, siendo elegido Alcalde del Concejo Provincial de Satipo para el periodo 2007-2010. En las elecciones regionales y municipales del Perú de 2010 postula para la nuevamente al cargo de Alcalde Provincial, por el Fuerza 2011, ganando la reelección, actualmente está siendo procesado por caso maquinarias.